# Liste der Biografien/Liw
Liste der Biografien |
Portal Biografien |
Personensuche
# |
A |
B |
C |
D |
E |
F |
G |
H |
I |
J |
K |
L |
M |
N |
O |
P |
Q |
R |
S |
T |
U |
V |
W |
X |
Y |
Z |
?
 
La |
Lb |
Lc |
Le |
Lg |
Lh |
Li |
Lj |
Ll |
Lm |
Lo |
Lp |
Lt |
Lu |
Lv |
Lw |
Lx |
Ly |
Lz
 
Lia |
Lib |
Lic |
Lid |
Lie |
Lif |
Lig |
Lih |
Lii |
Lij |
Lik |
Lil |
Lim |
Lin |
Lio |
Lip |
Liq |
Lir |
Lis |
Lit |
Liu |
Liv |
Liw |
Lix |
Liy |
Liz
Die Liste der Biografien führt alle Personen auf, die in der deutschsprachigen Wikipedia einen Artikel haben. Dieses ist eine Teilliste mit 23 Einträgen von Personen, deren Namen mit den Buchstaben „Liw“ beginnt.

## Liw

### Liwa
- Liwa, Edwin (1900–1989), Hauptmann des österreichischen Bundesheeres
- Liwa, Tom (* 1961), deutscher Sänger und Liedermacher
- Liwacz, Jan (1898–1980), polnischer Häftling im KZ Auschwitz I
- Liwag, Juan (1906–1983), philippinischer Politiker und Jurist
- Liwak, Rüdiger (* 1943), deutscher evangelisch-lutherischer Theologe
- Liwak, Władysław (1942–2017), polnischer Rechtsanwalt und Politiker
- Liwanec, Wilhelm (1915–1968), österreichischer Politiker (SPÖ), Landtagsabgeordneter, Abgeordneter zum Nationalrat
- Liwanow, Boris Nikolajewitsch (1904–1972), sowjetischer Schauspieler, Theaterregisseur und Drehbuchautor
- Liwanow, Dmitri Wiktorowitsch (* 1967), russischer Politiker
- Liwanow, Wassili Borissowitsch (* 1935), sowjetischer und russischer Schauspieler, Autor und RegisseurWassili Borissowitsch Liwanow (* 1935)

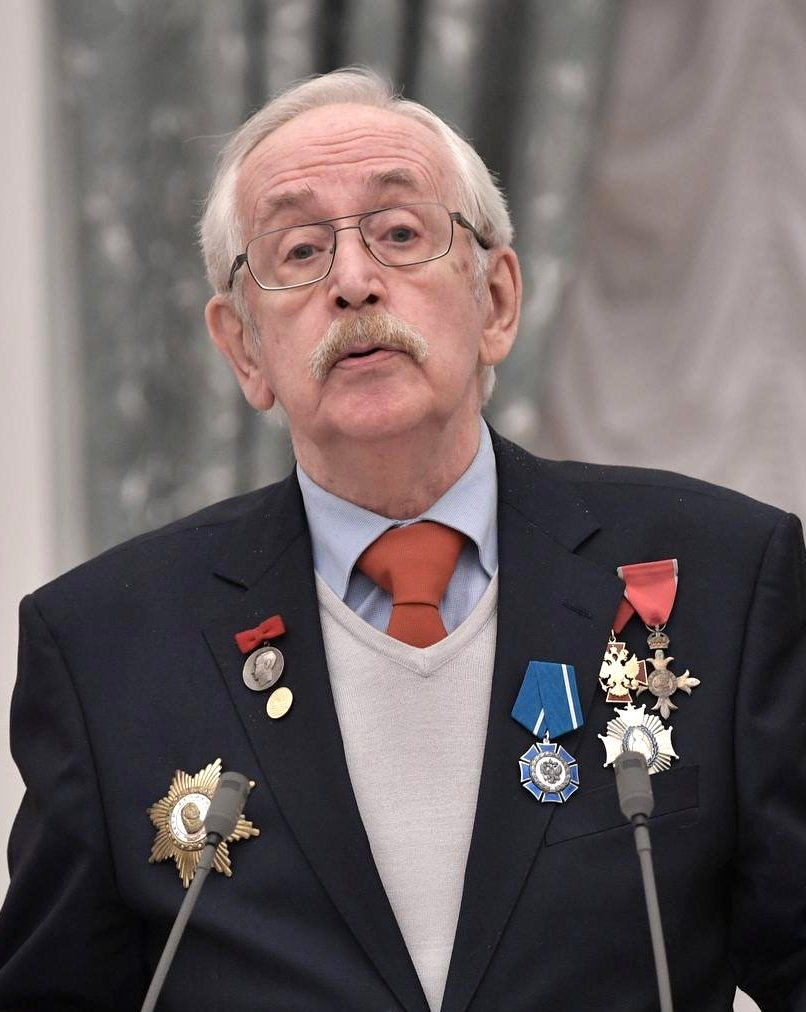
Wassili Borissowitsch Liwanow (* 1935)

- Liwanowa, Marija (* 1998), russische Volleyballspielerin

### Liwe
- Liwenzow, Alexei Wjatscheslawowitsch (* 1981), russischer Tischtennisspieler
- Liwewe, Dennis (1936–2014), sambisch-malawischer Fußballspieler und Sportjournalist

### Liwi
- Liwing, Jonas (* 1983), schwedischer Eishockeyspieler
- Liwinskaja, Julija Anatoljewna (* 1990), russische Freestyle-Skierin

### Liwo
- Liwowski, Lutz (* 1967), deutscher Kanute
- Liwowski, Michael (1951–2011), deutscher Politiker (CDU), MdL

### Liws
- Liwschiz, Alexander Jakowlewitsch (1946–2013), russischer Ökonom und Politiker
- Liwschiz, Benedikt Konstantinowitsch (1887–1938), russischer Schriftsteller, Dichter und Übersetzer

### Liwy
- Liwyzka, Marija (1879–1971), ukrainische Memoirenschreiberin und Aktivistin in der ukrainischen Frauenbewegung
- Liwyzka-Cholodna, Natalja (1902–2005), ukrainische Schriftstellerin und Übersetzerin
- Liwyzkyj, Andrij (1879–1954), ukrainischer Politiker und Jurist
- Liwyzkyj, Mykola (1907–1989), ukrainischer Exilpolitiker und 3. Präsident der Ukrainischen Volksrepublik im Exil